# FA Cup 1911-1912
La FA Cup 1911-1912 fu la quarantunesima edizione del torneo calcistico più vecchio del mondo. Vinse per la prima volta il Barnsley.

## Calendario
| Round                           | Data                     |
| ------------------------------- | ------------------------ |
| Turno extra-preliminare         | Sabato 9 settembre 1911  |
| Turno preliminare               | Sabato 16 settembre 1911 |
| Primo turno di qualificazione   | Sabato 30 settembre 1911 |
| Secondo turno di qualificazione | Sabato 14 ottobre 1911   |
| Terzo turno di qualificazione   | Sabato 4 novembre 1911   |
| Quarto turno di qualificazione  | Sabato 18 novembre 1911  |
| Quinto turno di qualificazione  | Sabato 2 dicembre 1911   |
| Primo turno                     | Sabato 13 gennaio 1912   |
| Secondo turno                   | Sabato 3 febbraio 1912   |
| Terzo turno                     | Sabato 24 febbraio 1912  |
| Quarto turno                    | Sabato 9 marzo 1912      |
| Semifinali                      | Sabato 30 marzo 1912     |
| Finale                          | Sabato 20 aprile 1912    |

## Primo turno
| N. partita | Squadra casa            | Punteggio | Squadra trasferta       | Data            |
| ---------- | ----------------------- | --------- | ----------------------- | --------------- |
| 1          | Birmingham              | 0-0       | Barnsley                | 13 gennaio 1912 |
| Replay     | Barnsley                | 3-0       | Birmingham              | 22 gennaio 1912 |
| 2          | Darlington              | 2-1       | Brighton & Hove Albion  | 13 gennaio 1912 |
| 3          | Bury                    | 2-1       | Millwall                | 13 gennaio 1912 |
| 4          | Liverpool               | 1-0       | Leyton                  | 13 gennaio 1912 |
| 5          | Preston North End       | 0-1       | Manchester City         | 13 gennaio 1912 |
| 6          | Southampton             | 0-2       | Coventry City           | 13 gennaio 1912 |
| 7          | Watford                 | 0-0       | Wolverhampton Wanderers | 13 gennaio 1912 |
| Replay     | Wolverhampton Wanderers | 10-0      | Watford                 | 24 gennaio 1912 |
| 8          | Nottingham Forest       | 0-1       | Bradford Park Avenue    | 13 gennaio 1912 |
| 9          | Blackburn               | 4-1       | Norwich City            | 13 gennaio 1912 |
| 10         | Aston Villa             | 6-0       | Walsall                 | 13 gennaio 1912 |
| 11         | Bolton Wanderers        | 1-0       | Woolwich Arsenal        | 13 gennaio 1912 |
| 12         | Southport Central       | 0-2       | Reading                 | 13 gennaio 1912 |
| 13         | Crewe Alexandra         | 1-1       | Blackpool               | 13 gennaio 1912 |
| Replay     | Blackpool               | 2-2       | Crewe Alexandra         | 22 gennaio 1912 |
| Replay     | Crewe Alexandra         | 1-2       | Blackpool               | 25 gennaio 1912 |
| 14         | Middlesbrough           | 0-0       | Sheffield Wednesday     | 13 gennaio 1912 |
| Replay     | Sheffield Wednesday     | 1-2       | Middlesbrough           | 25 gennaio 1912 |
| 15         | West Bromwich Albion    | 3-0       | Tottenham Hotspur       | 13 gennaio 1912 |
| 16         | Sunderland              | 3-1       | Plymouth Argyle         | 13 gennaio 1912 |
| 17         | Derby County            | 3-0       | Newcastle United        | 13 gennaio 1912 |
| 18         | Lincoln City            | 2-0       | Stockport County        | 13 gennaio 1912 |
| 19         | Luton Town              | 2-4       | Notts County            | 13 gennaio 1912 |
| 20         | Swindon Town            | 5-0       | Sutton Junction         | 13 gennaio 1912 |
| 21         | Queens Park Rangers     | 0-0       | Bradford City           | 13 gennaio 1912 |
| Replay     | Bradford City           | 4-0       | Queens Park Rangers     | 18 gennaio 1912 |
| 22         | Fulham                  | 2-1       | Burnley                 | 13 gennaio 1912 |
| 23         | Brentford               | 0-0       | Crystal Palace          | 13 gennaio 1912 |
| Replay     | Crystal Palace          | 4-0       | Brentford               | 17 gennaio 1912 |
| 24         | Bristol Rovers          | 1-2       | Portsmouth              | 13 gennaio 1912 |
| 25         | Northampton Town        | 1-0       | Bristol City            | 13 gennaio 1912 |
| 26         | West Ham United         | 2-1       | Gainsborough Trinity    | 13 gennaio 1912 |
| 27         | Manchester United       | 3-1       | Huddersfield Town       | 13 gennaio 1912 |
| 28         | Leeds City              | 1-0       | Glossop                 | 13 gennaio 1912 |
| 29         | Clapton Orient          | 1-2       | Everton                 | 13 gennaio 1912 |
| 30         | Oldham Athletic         | 1-1       | Hull City               | 13 gennaio 1912 |
| Replay     | Hull City               | 0-1       | Oldham Athletic         | 16 gennaio 1912 |
| 31         | Chelsea                 | 1-0       | Sheffield United        | 13 gennaio 1912 |
| 32         | Croydon Common          | 2-2       | Leicester Fosse         | 13 gennaio 1912 |
| Replay     | Leicester Fosse         | 6-1       | Croydon Common          | 22 gennaio 1912 |

## Secondo turno
| N. partita | Squadra casa            | Punteggio | Squadra trasferta    | Data            |
| ---------- | ----------------------- | --------- | -------------------- | --------------- |
| 1          | Darlington              | 1-1       | Northampton Town     | 3 febbraio 1912 |
| Replay     | Northampton Town        | 2-0       | Darlington           | 8 febbraio 1912 |
| 2          | Aston Villa             | 1-1       | Reading              | 3 febbraio 1912 |
| Replay     | Reading                 | 1-0       | Aston Villa          | 7 febbraio 1912 |
| 3          | Bolton Wanderers        | 1-0       | Blackpool            | 3 febbraio 1912 |
| 4          | Wolverhampton Wanderers | 2-1       | Lincoln City         | 3 febbraio 1912 |
| 5          | Middlesbrough           | 1-1       | West Ham United      | 3 febbraio 1912 |
| Replay     | West Ham United         | 2-1       | Middlesbrough        | 8 febbraio 1912 |
| 6          | Derby County            | 1-2       | Blackburn            | 3 febbraio 1912 |
| 7          | Everton                 | 1-1       | Bury                 | 3 febbraio 1912 |
| Replay     | Everton                 | 6-0       | Bury                 | 8 febbraio 1912 |
| 8          | Swindon Town            | 2-0       | Notts County         | 3 febbraio 1912 |
| 9          | Manchester City         | 0-1       | Oldham Athletic      | 3 febbraio 1912 |
| 10         | Fulham                  | 3-0       | Liverpool            | 3 febbraio 1912 |
| 11         | Barnsley                | 1-0       | Leicester Fosse      | 3 febbraio 1912 |
| 12         | Coventry City           | 1-5       | Manchester United    | 3 febbraio 1912 |
| 13         | Bradford City           | 2-0       | Chelsea              | 3 febbraio 1912 |
| 14         | Leeds City              | 0-1       | West Bromwich Albion | 3 febbraio 1912 |
| 15         | Crystal Palace          | 0-0       | Sunderland           | 3 febbraio 1912 |
| Replay     | Sunderland              | 1-0       | Crystal Palace       | 7 febbraio 1912 |
| 16         | Bradford Park Avenue    | 2-0       | Portsmouth           | 3 febbraio 1912 |

## Terzo turno
| N. partita | Squadra casa         | Punteggio | Squadra trasferta       | Data             |
| ---------- | -------------------- | --------- | ----------------------- | ---------------- |
| 1          | Reading              | 1-1       | Manchester United       | 24 febbraio 1912 |
| Replay     | Manchester United    | 3-0       | Reading                 | 29 febbraio 1912 |
| 2          | Blackburn            | 3-2       | Wolverhampton Wanderers | 24 febbraio 1912 |
| 3          | Bolton Wanderers     | 1-2       | Barnsley                | 24 febbraio 1912 |
| 4          | Sunderland           | 1-2       | West Bromwich Albion    | 24 febbraio 1912 |
| 5          | Fulham               | 2-1       | Northampton Town        | 24 febbraio 1912 |
| 6          | West Ham United      | 1-1       | Swindon Town            | 24 febbraio 1912 |
| Replay     | Swindon Town         | 4-0       | West Ham United         | 28 febbraio 1912 |
| 7          | Oldham Athletic      | 0-2       | Everton                 | 24 febbraio 1912 |
| 8          | Bradford Park Avenue | 0-1       | Bradford City           | 24 febbraio 1912 |

## Quarto turno
| N. partita | Squadra casa         | Punteggio | Squadra trasferta | Data          |
| ---------- | -------------------- | --------- | ----------------- | ------------- |
| 1          | West Bromwich Albion | 3-0       | Fulham            | 9 marzo 1912  |
| 2          | Swindon Town         | 2-1       | Everton           | 9 marzo 1912  |
| 3          | Barnsley             | 0-0       | Bradford City     | 9 marzo 1912  |
| Replay     | Bradford City        | 0-0       | Barnsley          | 13 marzo 1912 |
| Replay     | Barnsley             | 0-0       | Bradford City     | 18 marzo 1912 |
| Replay     | Barnsley             | 3-2       | Bradford City     | 21 marzo 1912 |
| 4          | Manchester United    | 1-1       | Blackburn         | 9 marzo 1912  |
| Replay     | Blackburn            | 4-2       | Manchester United | 14 marzo 1912 |

## Semifinali
| N. partita | Squadra casa         | Punteggio | Squadra trasfertaa | Data          | Stadio               | Città      |
| ---------- | -------------------- | --------- | ------------------ | ------------- | -------------------- | ---------- |
| 1          | West Bromwich Albion | 0-0       | Blackburn Rovers   | 30 marzo 1912 | Anfield              | Liverpool  |
| Replay     | West Bromwich Albion | 1-0       | Blackburn Rovers   | 3 aprile 1912 | Hillsborough Stadium | Sheffield  |
| 2          | Barnsley             | 0-0       | Swindon Town       | 30 marzo 1912 | Stamford Bridge      | Londra     |
| Replay     | Barnsley             | 1-0       | Swindon Town       | 3 aprile 1912 | Meadow Lane          | Nottingham |

## Finale
| Londra 20 aprile 1912, ore 15.00 | Barnsley        | 0 – 0 | West Bromwich Albion | Crystal Palace (54,434 spett.)\| Arbitro: \| J.R. Schumacher \| |
| Arbitro:                         | J.R. Schumacher |       |                      |                                                                 |

### Replay
| Arbitro: | J.R. Schumacher |

|                    |           |  |
| Harry Tufnell 118’ | Marcatori |  |